# Hausbräu
Hausbräu (auch Bottich-, Kufen- oder Hausbrauerbier) bezeichnet in Franken und im südlichen Thüringen das Bier, das von ehemals brauberechtigten Privatpersonen (Hausbrauer) im Gemeindebrauhaus oder in der örtlichen Brauerei gebraut wird. Es wird beim Bierfassen als Jungbier in eigenen Fässern abgeholt und zu Hause im Keller oder einem anderen kühlen Ort zum Reifen aufgestellt. Die ungesteuerte Nachgärung und eine Vielzahl von Hausrezepten sorgt für ein breites Spektrum von Geschmacksvarianten eines ursprünglich gleichen Bieres.
Vor der Neufassung des Biersteuergesetzes existierte noch die Unterscheidung zwischen Altbrauern (eigener Gerstenanbau und -Anlieferung, biersteuerermäßigt) und Neubrauern (jedermann).
Hausbräu aus Gemeindebrauereien ist heute pro Person und Kalenderjahr bis 200 Liter steuerfrei und nur für den privaten Konsum zugelassen. Hausbräu aus gewerblichen Brauereien ist voll steuerpflichtig, wird aber mit einer Ausnahme ebenfalls nur privat konsumiert. Echtes Hausbräu als Fertigprodukt ist nicht erhältlich. 
Heute sind zum Bezug von Hausbräu keine besonderen Rechte mehr erforderlich. Wohl deshalb ist der Bayerische Hausbrauerverband in Bad Staffelstein im Bayerischen Bauernverband Lichtenfels aufgegangen.
Eine vergleichbare Tradition in der Oberpfalz ist der Zoigl.